# Surprisingly Cilla
Surprisingly Cilla è il dodicesimo album in studio della cantante britannica Cilla Black, pubblicato nel 1985.

## Tracce
Side A
1. Surprise Surprise (Kate Robbins)
2. I Know Him So Well (Benny Andersson, Tim Rice)
3. You're My World (Il Mio Mondo) (Umberto Bindi, Gino Paoli, Carl Sigman)
4. One More Night (Phil Collins)
5. There's a Need in Me (D.Chanter)
6. Conversations (Roger Greenaway, Roger Cook, Jerry Lordan)

Side B
1. Step Inside Love (John Lennon, Paul McCartney)
2. We're in This Love Together (Roger Murrah, Keith Stegall)
3. I See Forever in Your Eyes (Bob McDill)
4. Put Your Heart Where Your Love is (A. Palomibi, D. Henson)
5. That's Already Taken (A.Corrie)
6. You've Lost That Lovin' Feelin' (Barry Mann, Cynthia Weil)